# Chu diên
Chu diên (tên tiếng Trung: 周延) hay tính chu diên là quan niệm của các khái niệm trong phán đoán đơn đã không được phát biểu thống nhất trong nhiều sách logic học hiện nay, một thuật ngữ trong logic học thuộc nhánh triết học khoa học. Có tác giả sử dụng là "chu diên", có tác giả sử dụng là "đầy đủ". Tính chu diên của các thuật ngữ trong phán đoán đơn là một trong những vấn đề quan trọng của logic học và được nhiều tác giả quan tâm nghiên cứu.

## Tên gọi
Theo hai tác giả S.N.Vinơgơrađốp và A.F.Kuzơmin, “Khi cái được chủ từ hoặc tân từ biểu thị không phải là toàn bộ đối tượng của một loại đối tượng, mà chỉ là một bộ phận nào đấy của loại đối tượng đó, thì trong trường hợp ấy, chúng ta nói cái mà chủ từ hoặc tân từ thâu tóm không phải là toàn bộ ngoại diên, hoặc là ngoại diên không đầy đủ… Khi cái mà chủ từ biểu thị là toàn bộ đối tượng của một loại đối tượng, chúng ta nói chủ từ đã thâu tóm toàn bộ ngoại diên hoặc là ngoại diên đầy đủ”.
Theo cách phân chia của hai tác giả S.N.Vinơgơrađốp và A.F.Kuzơmin sẽ được bảng sau về tính chu diên của các phán đoán đơn:
| A: Mọi S là P          | S+ | P- khi ngoại diên của P rộng hơn ngoại diên của S.  |
| A: Mọi S là P          | S+ | P+ khi ngoại diên của P bằng ngoại diên của S.      |
| I: Một số S là P       | S- | P- khi ngoại diên của P rộng hơn ngoại diên của S.  |
| I: Một số S là P       | S- | P+ khi ngoại diên của P nằm trong ngoại diên của S. |
| E: Mọi S không là P    | S+ | P+                                                  |
| O: Một số S không là P | S- | P không xác định                                    |

Khác với S.N.Vinơgơrađốp và A.F.Kuzơmin, Đ.P.Gorky cho rằng: “Thuật ngữ gọi là chu diên nếu, xuất phát từ sự phân tích hình thức của phán đoán, ta có thể kết luận rằng, ngoại diên của nó hoàn toàn nằm trong ngoại diên của một thuật ngữ khác hay hoàn toàn ở ngoài ngoại diên đó. Thuật ngữ gọi là không chu diên nếu từ chỗ phân tích hình thức của phán đoán có thể kết luận rằng, ngoại diên của nó chỉ có một phần nằm trong hay nằm ngoài ngoại diên của một thuật ngữ khác”. Từ quan niệm này của Đ.P.Gorky sự khẳng định về tính chu diên của các thuật ngữ trong các phán đoán đơn như sau:
| A: Mọi S là P          | S+ và P- |
| E: Mọi S không là P    | S+ và P+ |
| I: Một số S không là P | S- và P- |
| O: Một số S không là P | S- và P+ |

Khác với quan niệm về chu diên được đề cập trong hai cuốn logic học trên, trong Logic học của E.A.Khơmencô, việc xác định tính chu diên của phán đoán được gọi là "phân chia danh từ". E.A.Khơmencô định nghĩa việc phân chia danh từ này như sau: “Một danh từ được gọi là phân chia khi nào trong một phán đoán, danh từ ấy biểu thị sự suy nghĩ với ngoại diên đầy đủ. Nói cách khác, danh từ được phân chia nếu như ý nghĩ mà nó biểu hiện có quan hệ đến toàn bộ một lớp đối tượng. Ngược lại, danh từ không được coi là phân chia nếu như sự suy nghĩ mà nó biểu thị nằm trong một bộ phận của ngoại diên của nó, nghĩa là một bộ phận của lớp đối tượng đó”. Từ định nghĩa này, E.A.Khơmencô đã chỉ ra 7 trường hợp cụ thể của tính chu diên giống như của A.F.Kuzơmin. Việc nhìn nhận tính chu diên của các khái niệm trong phán đoán là "phân chia danh từ" là một sai lầm cơ bản. Bởi vì, thứ nhất, nội dung tiểu mục "phân chia danh từ" không thuộc nội dung của phán đoán; thứ hai, về bản chất, tính chu diên của khái niệm không phải là sự phân chia khái niệm.
Trong Logic vui, tác giả Nguyễn Văn Trấn không dùng thuật ngữ chu diên, mà dùng thuật ngữ “đầy đủ” và “không đầy đủ”, ông viết: “Trong phán đoán, nếu chủ từ hay tân từ chỉ một đối tượng hay một số đối tượng, tức là không bao quát toàn bộ ngoại diên của đối tượng thì ta gọi chủ từ hay tân từ đó là không đầy đủ”. Theo đó, ông khái quát về tính “đầy đủ” và “không đầy đủ” của các thuật ngữ trong các phán đoán A, E, I, O theo một cách khác: “Trong phán đoán khẳng định A, I tân từ là không đầy đủ; Trong phán đoán E, O tân từ là đầy đủ”. Như vậy, một cách gián tiếp, tác giả Nguyễn Văn Trấn chỉ thừa nhận 4 trường hợp chu diên tương ứng với 4 phán đoán A, E, I, O, cũng giống như cách đó 30 năm ông đã viết trong Mấy bài nói chuyện về logic.
Còn theo Logic học của Tô Duy Hợp và Nguyễn Anh Tuấn, “Trong phán đoán, một thuật ngữ gọi là chu diên khi toàn bộ các đối tượng thuộc ngoại diên của thuật ngữ đó được xem xét trong mối liên hệ với thuật ngữ còn lại. Một thuật ngữ gọi là không chu diên nếu như chỉ có một phần đối tượng thuộc ngoại diên của thuật ngữ đó có liên hệ với thuật ngữ còn lại trong phán đoán”. Trong giáo trình này, hai tác giả Tô Duy Hợp và Nguyễn Anh Tuấn cũng xác định tính chu diên của các khái niệm thành 7 trường hợp. Như vậy, trong định nghĩa trên, cần làm rõ nội dung xem xét trong cụm từ "xem xét trong mối liên hệ với thuật ngữ còn lại".
Đặc biệt, trong Giáo trình logic hình thức (dùng cho sinh viên khoa Luật) của tác giả Bùi Thanh Quất và Nguyễn Tuấn Chi thì lại không đề cập đến nội dung về tính chu diên của các khái niệm trong phán đoán đơn.
Thuật ngữ chu diên 周延 là một từ ghép Hán - Việt của hai từ chu và diên. Trong tiếng Hán, từ chu có nhiều nghĩa, trong đó có nghĩa quan trọng là phổ biến, rộng khắp, toàn bộ, tất cả. Còn diên là phạm vi, giới hạn, tức là ngoại diên. Vấn đề là ở chỗ, trong tiếng Anh, từ để chỉ tính chu diên của thuật ngữ S và P trong phán đoán là distribution, với nghĩa là sự phân bổ, phân phối, sắp xếp.

## Khái niệm
Chu diên là một thuật ngữ được sử dụng trong Logic học. Nó dùng để chỉ ngoại diên của chủ từ và vị từ trong phán đoán. Nếu phán đoán bao quát hết mọi đối tượng của chủ từ (S) hoặc mọi đối tượng của vị từ (P). Lúc này ta có thể nói là S hoặc P có ngoại diên đầy đủ (chu diên).
Còn nếu phán đoán không bao quát hết mọi đối tượng của chủ từ (S). Hoặc không bao quát hết mọi đối tượng của vị từ (P) thì ta nói SP có ngoại diên không đầy đủ (không chu diên). Trong đó ngoại diên được dùng để chỉ toàn bộ đối tượng có bản chất giống như khái niệm phản ánh.

## Các dạng phán đoán
- Phán đoán khẳng định chung (phán đoán A)
- Phán đoán khẳng định riêng (phán đoán I)
- Phán đoán phủ định chung (phán đoán E)
- Phán đoán phủ định riêng (Phán đoán O)